# Акель, Фридрих
Фри́дрих Карл А́кель (эст. Friedrich Karl Akel; 5 сентября 1871, Халлисте, Перновский уезд — 3 июля 1941, Таллин) — эстонский государственный деятель, дипломат, врач.

## Образование
Изучал медицину в Императорском Юрьевском университете (1892—1897), стажировался в Берлине, Праге и Лейпциге (1899—1901), окулист.

## Врач
Был ассистентом в университетской клинике Юрьевского университета, врачом в офтальмологической клинике в Риге и врачом в Уяздовском госпитале в Варшаве. В 1902—1904 и 1905—1912 — врач-окулист в Ревеле. В 1904—1905 был врачом на фронте русско-японской войны. В 1907 году — один из основателей частной клиники эстонских врачей. Был гласным и председателем Таллинской городской думы, почётным мировым судьёй.

## Политик и дипломат
Являлся членом совета Северо-Балтийского союза врачей и Таллинского общества народного образования. Председатель спортивного общества «Калев». Член и председатель совета Таллинского ссудно-сберегательного товарищества, затем таллинского Krediitpank (Кредитбанка). В 1920—1922 — светский вице-президент консистории Эстонской евангелической лютеранской церкви.
В 1922—1923 гг. — посол Эстонии в Финляндии. В 1923—1924, 1926—1927, 1936—1938 гг. — министр иностранных дел. С 26 марта по 16 декабря 1924 года — государственный старейшина (глава государства), в период его пребывания на этой должности коммунисты пытались осуществить государственный переворот (1 декабря 1924), который закончился неудачей. Один из членов правительства Акеля — министр путей сообщения Карл Карк — был убит, но сам государственный старейшина остался жив.
В 1928—1934 гг. — посол в Швеции и Дании, в 1934—1936 — посол в Германии и Голландии. Был членом Рийгикогу третьего созыва Национального собрания (Рахвускогу) и Рийгикогу шестого созыва. В 1924—1931 гг. — председатель Эстонского олимпийского комитета, в 1928—1932 гг. — член Международного олимпийского комитета.

## Гибель
17 октября 1940 года был арестован органами НКВД, расстрелян 3 июля 1941 года.